# París-Niça 2004
La París-Niça 2004, 62a edició de la París-Niça, és un cursa ciclista que es va disputar entre el 7 i el 14 de març de 2004. La victòria fou per l'alemany Jörg Jaksche, el qual va liderar la prova de cap a fi.

## Resultats de les etapes
| Etapes | Data       | Recorregut              | Km       | Vencedor d'etapa      | Líder de la general |
| ------ | ---------- | ----------------------- | -------- | --------------------- | ------------------- |
| 1a     | 7 de març  | Chaville-Vanves         | 13,2 km  | Jörg Jaksche          | Jörg Jaksche        |
| 2a     | 8 de març  | Chaville-Montargis      | 166,5 km | Pedro Horrillo        | Jörg Jaksche        |
| 3a     | 9 de març  | La Chapelle-Roanne      | 229 km   | Leon Van Bon          | Jörg Jaksche        |
| 4a     | 10 de març | Roanne-Le Puy-en-Velay  | 179 km   | etapa anul·lada (neu) |                     |
| 5a     | 11 de març | Le Puy-en-Velay-Rasteau | 215 km   | Aleksandr Vinokúrov   | Jörg Jaksche        |
| 6a     | 12 de març | Rasteau-Gap             | 173,5 km | Denís Ménxov          | Jörg Jaksche        |
| 7a     | 13 de març | Digne-les-Bains-Canes   | 185,5 km | Aleksandr Vinokúrov   | Jörg Jaksche        |
| 8a     | 14 de març | Niça-Niça               | 144 km   | Aleksandr Vinokúrov   | Jörg Jaksche        |

## Classificació general final
| Pos. | Vencedor            | Equip                | Temps       |
| ---- | ------------------- | -------------------- | ----------- |
| 1r   | Jörg Jaksche        | Team CSC             | 28h 00' 01" |
| 2n   | Davide Rebellin     | Gerolsteiner         | + 15"       |
| 3r   | Floyd Landis        | US Postal            | + 43"       |
| 4t   | Jens Voigt          | Team CSC             | + 43"       |
| 5è   | George Hincapie     | US Postal            | + 46"       |
| 6è   | Frank Vandenbroucke | Fassa Bortolo        | + 57"       |
| 7è   | Óscar Pereiro Sio   | Phonak               | + 1' 01"    |
| 8è   | Michael Rogers      | Quick Step-Davitamon | + 1' 09"    |
| 9è   | Fränk Schleck       | Team CSC             | + 1' 36"    |
| 10è  | José Azevedo        | US Postal            | + 1' 46"    |

160 participants, 85 classificats

## Altres classificacions
- Classificació per punts:  Davide Rebellin
- Classificació de la Muntanya:  Aitor Osa
- Classificació dels joves:  Michael Rogers
- Classificació per equips :  Team CSC